# Patrice Abbou
Pour les articles homonymes, voir Abbou.
Patrice Abbou est un acteur et écrivain français né le 15 avril 1967 à Lyon.

## Biographie
Né à Lyon de parents juifs sépharades, Patrice Abbou fait ses débuts d'acteur en colonie de vacances, à l’âge de 6 ans, dans le rôle de Goliath, dans Samson et Goliath. En 1986, il suit les cours de cinéma d'Évelyne Dress à Paris IV-Sorbonne. Il se forme ensuite au Studio 34, avec Claude Mathieu et Philippe Brigaud, entre 1986 et 1989, en 1991 avec Blanche Salant et en 1995, au Studio Pygmalion dirigé par P.E. Luneau.[réf. nécessaire]
Ses premiers rôles au cinéma lui sont confiés par Jean-Jacques Beineix et Gérard Oury. Il est ensuite soutenu par Michel Boujenah, qui dit de lui : « l’univers de Patrice Abbou me touche ».
Il est surtout connu comme humoriste. Il écrit son premier scénario en 2003, avant d'effectuer, en 2008, un stage de scénariste INF avec Jean-Claude Baumerder, Jean-Pierre Ronssin, Irène Jouannet et Rachida Krim.

## Théâtre
- 1989 : Sans dessus dessous de Georges Courteline, Théâtre des Bouffes-Parisiens.
- 1991 : La Parenthèse, création, Centre Curial.
- 1992 : La Peur des couples, d'après Courteline, Cinéma-théâtre La Clef.
- 1993 : Les Fourberies de Scapin.
- 1993-1996 : animation du Fieald, théâtre Trévise.
- 1995 : J'ai perdu ma tongue, de O. Mag.
- 1995 : one man show, Festival du Carré Blanc.
- 1995-1996 : La Traversée ou le Cri de Peter Pan.
- 1996 : Tout baigne, Palais des Glaces, Café de la Gare.
- 1997 : première partie du spectacle de Michel Boujenah, Festival de Tournon, Espace Gerson (Lyon) et en tournée.
- 1997 : Les voilà, de Patrice Abbou et Pascal Elbé, Café de la Gare.
- 1998 (octobre à décembre) : C'est monstrueux, Palais des Glaces.
- 1999 : C'est monstrueux, de Patrice Abbou et Pascal Elbé, Festival d'humour juif, Bruxelles (Belgique).
- 1999 : Les voilà, de Patrice Abbou et Pascal Elbé, Théâtre du Gymnase, Trévise.
- 2000-2003 : Les Uns sur les Autres, de Patrice Abbou et Pascal Elbé, Petit Palais des Glaces, Blancs-Manteaux et en tournée[4],[5],[6].
- 2003-2006 : Famille nombreuse = Famille heureuse ?, de Patrice Abbou et Pascal Elbé, Comédie de Paris, Metz, Centre Rachi (Paris), Vizille, Centre communautaire (Toulouse), Le Vertigo (Nancy), Casino (Charbonnières-les-Bains), Chez Monette (Antibes), Festival d'Avignon, Théâtre des Amants (Avignon), La-Seyne-sur-Mer, Palais des congrès (Antibes), Salle Victor Hugo (Lyon).
- 2008 (30 et 31 décembre) : première partie du spectacle de Liane Foly, Olympia.

Auteur
- 2005 : Bonne Année, pièce de théâtre.
- 2007 : Les 7 jours, pièce de théâtre.
- 2019 : Une mère juive ne meurt jamais, roman paru aux Éditions Plon, réédition Éditions Pocket, 2021.

## Filmographie

### Cinéma

#### Réalisateur
- 2004 : Boomerang, court-métrage
- 2007 : In Gad we trust !, court-métrage

#### Scénariste
- 2003 : Cache ta joie

#### Acteur
- 1988 : Roselyne et les Lions, de Jean-Jacques Beineix : Ben Jemoul
- 1991 : La Pièce, de C. Braban
- 1991 : Sa'la, de H. Gottschalk
- 1992 : Demain, on tourne..., de M. Bakir
- 1992 : La Soif de l'or, de Gérard Oury : le marchand de glaces
- 1994 : Crises de têtes, de Lewis-Martin Soucy
- 1994 : Boulevard de l'Infini, de Nan Aurousseau
- 1995 : De rares nageurs, de Nan Aurousseau
- 1995 : Fantôme avec chauffeur, de Gérard Oury
- 1998 : Le Schpountz, de Gérard Oury
- 1999 : Premier Noël, de Kamel Cherif
- 1999 : Clin(s) d'œil, d'Olivier Abbou
- 1999 : Charité biz'ness, de Barthes et Jamin, avec Smaïn et Élie Semoun
- 1999 : Le Coup du tatou, de Th. Cretagne
- 2000 : Belphégor, le fantôme du Louvre, de Jean-Paul Salomé
- 2003 : Le Nouveau Jean-Claude, de Didier Tronchet
- 2003 : Taxi 3, de Gérard Krawczyk
- 2005 : La Maison du bonheur, de Dany Boon
- 2006 : En grande pompe, de Georges Spicas
- 2007 : 3 Amis, de Michel Boujenah
- 2007 : Leur morale... et la nôtre, de Florence Quentin, avec Victoria Abril et André Dussollier
- 2009 : Tête de turc, de Pascal Elbé
- 2015 : Vendeur, de Sylvain Desclous
- 2015 : Je compte sur vous de Pascal Elbé
- 2021 : On est fait pour s'entendre de Pascal Elbé
- 2025 : La Bonne Étoile de Pascal Elbé

### Télévision

#### Acteur
- 1991 : Série rose (L'Experte Halima), de Walerian Borowczyk
- 1991 : Navarro (Les Chasse-neige), de Nicolas Ribowski
- 1993 : PJ (Racket), série télévisée
- 1994 : Fruits et Légumes, série télévisée
- 1995-1996 : Les Zacros de la télé, série télévisée
- 1998 : Les 30 dernières minutes, sitcom de Kad et Olivier

#### Réalisateur
- 2004 : Franchement j'aimerais pas être…, pilote
- 2005 : J'te l'dit texto, pilote

## Distinctions
- Grand Prix du Jury à l'unanimité du Festival de Tournon.
- Prix coup de cœur Mairie du 7e Paris du premier roman : Une mère juive ne meurt jamais